# 賽于達
赛于达（挪威語：Sauda）是挪威羅加蘭郡的一個市镇，行政中心為賽于達城，面積547平方公里，人口4595人，人口密度約為每平方公里9.1名居民。

## 外部連結
- 官方网站  （挪威文）
- Municipal fact sheet from Statistics Norway